# Naturschutzgebiet Krahwinkel / Pulvermühle
Das Naturschutzgebiet Krähwinkel / Pulvermühle mit einer Größe von 9,2 ha liegt östlich von Gudenhagen-Petersborn im Stadtgebiet von Brilon. Das Gebiet wurde 2001 mit dem Landschaftsplan Hoppecketal durch den Hochsauerlandkreis als Naturschutzgebiet (NSG) ausgewiesen. Es besteht aus zwei Teilflächen.

## Gebietsbeschreibung
Beim NSG handelt es sich um ein Nebental der Hoppecke. Durch einen Siedlungsbereich wird das NSG in zwei Teile geteilt. Die NSG-Fläche wird durch Grünland eingenommen. Im NSG kommen seltene Pflanzenarten vor.
Es wurden durch das Landesamt für Natur, Umwelt und Verbraucherschutz Nordrhein-Westfalen Pflanzenarten wie Acker-Witwenblume, Bachbunge, Bach-Nelkenwurz, Blutwurz, Echtes Labkraut, Echtes Mädesüß, Flutender Schwaden, Geflecktes Johanniskraut, Gegenblättriges Milzkraut, Gemeiner Hohlzahn, Gewöhnliche Pestwurz, Gras-Sternmiere, Großer Wiesenknopf, Hain-Gilbweiderich, Hain-Sternmiere, Harzer Labkraut, Jakobs-Greiskraut, Kleine Bibernelle, Kohldistel, Magerwiesen-Margerite, Moor-Labkraut, Rundblättrige Glockenblume, Schlangen-Knöterich, Spitzlappiger Frauenmantel, Sumpf-Dotterblume, Sumpf-Schachtelhalm, Sumpf-Vergissmeinnicht, Wald-Ehrenpreis, Wald-Engelwurz, Wasser-Minze und Wiesen-Flockenblume nachgewiesen.

## Schutzzweck
Das NSG soll das Grünland mit ihrem Arteninventar schützen. Wie bei allen Naturschutzgebieten in Deutschland wurde in der Schutzausweisung darauf hingewiesen, dass das Gebiet „wegen der Seltenheit, besonderen Eigenart und Schönheit des Gebietes“ zum Naturschutzgebiet wurde.
Der Landschaftsplan führt zum speziellen Schutzzweck auf: „Erhaltung bestimmter Grünlandgesellschaften als Lebensräume gefährdeter Tier- und Pflanzenarten sowie naturnaher Bachabschnitte als Bestandteil des Hoppecke-Talsystems.“